# 路克·澤勒
路克·澤勒（英語：Luke Zeller，1987年4月7日—），美國籃球運動員。他的胞弟科迪·澤勒和泰勒·澤勒也是籃球運動員。